# Twilio
Twilio je název cloudové telekomunikační společnosti se sídlem v San Franciscu, stejně jako její vlajkové infrastrukturní služby. Twilio umožňuje softwarovým vývojářům programaticky uskutečňovat a přijímat telefonní hovory a přijímat či odesílat textové nebo multimediální zprávy, to vše s použitím API jejich webové služby. Twilio je přístupné přes HTTP a používá Amazon Web Services. Uživatelům účtuje se na základě provolaných minut, počtu zpráv nebo objemu dat, mj. přes PayPal. Lze používat jen americká a kanadská čísla.
Společnost Twilio byla založena v roce 2007 Johnem Wolthuisem a Jeffem Lawsonem, který je jejím CEO a Evanem Cookem, který je jejím technologickým ředitelem. První služba společnosti umožňující programové SMS vyšla v únoru 2010. Roky 2010 a 2011 byly ve znamení rapidního růstu společnosti a popularity jejích služeb, stejně jako jejího úspěšného fundingu a pozdějších podpůrných akcí, například směrem k neziskovým organizacím. V září 2014 služby Twilio používalo více než 400 tisíc vývojářů.